# Мортен Олсен
Мортен Пер Олсен (на датски: Morten Per Olsen) е бивш датски футболист и треньор. Бил е начело на националния отбор на Дания в продължение на 12 години, по време на Световните първенства през 2002 и 2010, както и на Евро 2012.
Бил е старши треньор на датския Брьонбю, Аякс Амстердам и немския Кьолн, преди да застане начело на националния отбор на Дания. Кариерата му като треньор е забележително в това, че Олсен е единственият човек, който някога във футбола е постигал 100 мача с фланелката на страната си като играч и като треньор.